# Championnat des Caraïbes de rugby à XV 2019
Navigation
Championnat des Caraïbes de rugby
 à XV 2018 Championnat d'Amérique du Nord de rugby
 à XV 2024-2025
Le Championnat des Caraïbes de rugby 2019 ou Caribbean Rugby Championship 2019 est une compétition organisée par Rugby Americas North qui oppose les nations caribéennes.

## Format
Le calendrier de la compétition annuelle masculine comprend dix matches disputés à partir d'avril. Dix équipes s'affrontent en deux divisions : Championship et Cup.

## Équipes engagées
| Championship - Bermudes - Jamaïque - Guadeloupe - Guyana | Cup - Îles Vierges britanniques - République dominicaine - Îles Turques-et-Caïques - Barbade - Curaçao - Martinique |  |

## North Zone

### Championship
| 9 mars 2019 | Bermudes | 43 - 14 | Jamaïque |  |
| 9 mars 2019 |          |         |          |  |
| 9 mars 2019 |          |         |          |  |

### Cup

#### Résultats
| 13 avril 2019 | Bermudes | 24 - 20 | République dominicaine |  |
| 13 avril 2019 |          |         |                        |  |
| 13 avril 2019 |          |         |                        |  |

| 4 mai 2019 | Îles Vierges britanniques | 12 - 31 | Îles Turques-et-Caïques |  |
| 4 mai 2019 |                           |         |                         |  |
| 4 mai 2019 |                           |         |                         |  |

| 14 septembre 2019 | République dominicaine | 15 - 0 | Îles Vierges britanniques |  |
| 14 septembre 2019 |                        |        |                           |  |
| 14 septembre 2019 |                        |        |                           |  |

#### Classement
| Rang | Nation                    | J | V | N | D | Pm | Pe | Diff | Pts |
| ---- | ------------------------- | - | - | - | - | -- | -- | ---- | --- |
| 1    | Îles Turques-et-Caïques   | 2 | 2 | 0 | 0 | 55 | 32 | +23  | 10  |
| 2    | République dominicaine    | 2 | 1 | 0 | 1 | 35 | 24 | +11  | 6   |
| 3    | Îles Vierges britanniques | 2 | 0 | 0 | 2 | 12 | 46 | -34  | 0   |

## South Zone

### Championship
| 27 avril 2019 | Guyana | 5 - 19 | Guadeloupe |  |
| 27 avril 2019 |        |        |            |  |
| 27 avril 2019 |        |        |            |  |

### Cup

#### Résultats
| 16 mars 2019 | Martinique | 43 - 19 | Barbade |  |
| 16 mars 2019 |            |         |         |  |
| 16 mars 2019 |            |         |         |  |

| 23 mars 2019 | Martinique | 39 - 0 | Curaçao |  |
| 23 mars 2019 |            |        |         |  |
| 23 mars 2019 |            |        |         |  |

| 6 avril 2019 | Barbade | 55 - 7 | Curaçao |  |
| 6 avril 2019 |         |        |         |  |
| 6 avril 2019 |         |        |         |  |

#### Classement
| Rang | Nation     | J | V | N | D | Pm | Pe | Diff | Pts |
| ---- | ---------- | - | - | - | - | -- | -- | ---- | --- |
| 1    | Martinique | 2 | 1 | 0 | 1 | 82 | 19 | +63  | 10  |
| 2    | Barbade    | 2 | 1 | 0 | 1 | 74 | 50 | +24  | 5   |
| 3    | Curaçao    | 2 | 0 | 0 | 2 | 7  | 94 | -87  | 0   |

## Championship Finale
| 21 septembre 2019 | Bermudes | 33 - 10 (14 - 0) | Guadeloupe                                                                                              | National Sports Club, Devonshire Arbitre : Justin Colgan |
| 21 septembre 2019 | Essai(s) : Jamie Baum (25e, 73e), Alex Brown (1e, 71e), essai de pénalité (64e) Transformation(s) : Dan Cole (2e, 26e, 72e) |                  | Essai(s) : Alexandre Dagorn (55e) Transformation(s) : Yann Guenec (55e) Pénalité(s) : Yann Guenec (52e) | National Sports Club, Devonshire Arbitre : Justin Colgan |
| 21 septembre 2019 | |                  | | National Sports Club, Devonshire Arbitre : Justin Colgan |

## Americas Rugby Challenge Play-off
Le champion rencontre l'équipe la moins bien classée de l'Americas Rugby Challenge 2019.
|  | Bermudes | - | Îles Caïmans |  |
|  |          |   |              |  |
|  |          |   |              |  |